# Espíritu (signo)
El espíritu, en el idioma griego, es un signo diacrítico que antecede a toda vocal o diptongo situados al inicio de una palabra, y puede ser:
- Áspero, fuerte o rudo (῾): Representa una leve aspiración inicial como la de la h inglesa (v. gr. en la palabra house). Se transcribe como [h] inicial.
- Suave o débil (᾽): No altera en ningún sentido la pronunciación.

El espíritu áspero o pnêuma áspero (en griego antiguo, δασὺ πνεῦμα [dasỳ pnêuma] o δασεῖα [daseîa]; en griego moderno, δασεία [dasía]; en latín, spīritus asper) fue usado en la ortografía politónica del griego antiguo.  Se mantuvo incluso después de que el sonido de la /h/ desapareciera del griego durante el periodo helenístico.  
Los espíritus ásperos se colocan sobre la vocal inicial y, si es mayúscula, a la izquierda de ella; en las palabras que empiezan por diptongo, el espíritu (tanto áspero como suave) se coloca sobre el segundo grafema del mismo, pero aun así, en el caso del espíritu áspero la aspiración se pronuncia sobre la primera letra. En todos los demás casos la vocal o diptongo iniciales lleva espíritu suave. Además, siempre se escribe sobre una ro inicial (ῥ) para indicar que se pronuncia como ro doble (ρρ). 
Ejemplos: ὕμνος para hýmnos, «himno»; ἥλιος para hélios, «sol»; y ῥήτωρ para rhētōr, «orador».  
Toda ípsilon (ὑ) o rho (ῥ) iniciales llevan siempre espíritu áspero.  Cuando en una palabra hay dos rho intermedias, la primera puede escribirse con espíritu suave y la segunda, con el áspero; ejemplo: Πύῤῥος = Pýrrhos.
Cuando coincide con un acento agudo o grave, el espíritu lo precede. Cuando el acento es circunflejo, el espíritu se escribe debajo del acento; ejemplos: Ἕπτα / ἕπτα, Οἶνος / οἶνος 
Se ha omitido su uso en el griego moderno desde la instauración del sistema monotónico en 1978  y actualmente sólo se utiliza para transcribir textos en griego antiguo. 

## Origen y forma
Se cree que el origen del signo era un signo similar a media letra Η, la mitad orientada hacia la izquierda, que se usaba en algunos dialectos griegos para el sonido /h/, mientras que en otros se usaba con el valor de vocal eta. En la escritura medieval y moderna tomó la forma de un acento curvado colocado sobre las letras minúsculas y sobre la parte superior izquierda de las mayúsculas:
- Ἁ - Ἑ - Ἡ - Ἱ - Ὁ - Ῥ - Ὑ - Ὡ
- ἁ - ἑ - ἡ - ἱ - ὁ - ῥ - ὑ - ὡ

## Uso en medio de las palabras
En raras ocasiones se puede escribir en el medio de las palabras (además de sobre la segunda vocal inicial de un diptongo):
- sobre una doble ro en algunas ediciones: ῤῥ;
- cuando dos palabras se contraen (crasis), la segunda palabra puede en algunos casos mantener el espíritu áspero; este caso se conoce como coronis.